# Yatta
Yattah (in arabo يطّا‎?) è una città palestinese, 8 km a sud di Hebron, nel Governatorato di Hebron. Secondo il "Palestinian Central Bureau of Statistics" contava una popolazione di 48.672 nel 2007.
Yatta si colloca sul sito della città biblica di Juttah. Alcuni residenti di Yatta affermano di discendere dalle tribù ebraiche d'Arabia.

## Storia

### Antichità
Situate su un'ampia collina antica, Yatta è identificata come il sito dell'antica città biblica di Juttah (ebraico: יוטה). Nel 1931, è stato scoperto un complesso di sepoltura ebraica risalente al II secolo d.C. nella città. Nel IV secolo d.C., Eusebio di Cesarea scrisse che Yatta era "un villaggio molto grande di ebrei diciotto miglia a sud di Beit Gubrin".
È possibile che il clan locale Makhamra, che rivendica discendenza ebraica, possa avere origini in questa antica popolazione ebraica. Tuttavia, la loro tradizione orale fa risalire le loro origini agli ebrei di Khaybar, espulsi dalla penisola arabica e insediatisi nella zona in un periodo successivo.
Alla fine degli anni '80, i ricercatori Zvi Ilan e David Amit hanno scoperto qui un architrave decorato con rilievi di menorah e una rosetta. Scavi negli anni '90 hanno portato alla luce una struttura significativa risalente all'epoca romano-bizantina con affreschi e un altro rilievo di menorah, probabilmente una sinagoga.
Inoltre, è stata scoperta a Yatta un'iscrizione greca, con un versetto biblico e una croce maltese su un architrave. Gli abitanti locali sostengono che provenga dalle vicine rovine di al-Karmil, l'antico Carmel.
Sempre entro i confini dell'odierna Yatta si trova Khirbet el-Uzeiz (157/093), un sito identificato con l'antico villaggio ebraico di Kefar Aziz (ebraico: כפר עזיז), città natale del rabbino Ishmael. Sono stati scoperti resti di una sinagoga sul sito.

### Era Ottomana
Nel 1596 si registrava una popolazione di 127 famiglie musulmane; le imposte erano su grano, orzo, olive, capre e alveari. Nel 1931 la popolazione contava 4.034 musulmani.
L'indagine della Palestina Occidentale ha descritto il paese nel 1870 come un "grande villaggio posto in alto su un crinale. Esso è costruito di pietra, ma alcuni degli abitanti vivono in tende. L'approvvigionamento idrico è da cisterne. Al sud ci sono tombe scavate nella roccia e torchi di roccia si trovano in tutto il villaggio. Il quartiere è molto pietroso; a sud del paese sono sparse delle olive, che sono oggetti visibili; ad ovest, un po' più sotto una rupe, si trova un piccolo uliveto in cui parte del sondaggio lanciato è stato il campo nel 1874; a sud-ovest del campo c'erano alcuni fichi. Gli abitanti sono molto ricchi di greggi di proprietà del villaggio, si diceva, 17.000 ovini, accanto a capre, mucche cammelli, cavalli e asini. Solo lo sceicco aveva 250 pecore. [...] Nel sud del paese ci sono parecchie tombe; una di esse ha un arco semicircolare superficiale intagliato sopra un piccolo ingresso. A ovest del villaggio e di El Muturrif c'è un bel torchio scavato nella roccia e un altro a nord del villaggio."

## Archeologia
Alla fine degli anni '80, Zvi Ilan e David Amit condussero un'indagine che rivelò un architrave all'ingresso di una vecchia casa, adornato con rilievi raffiguranti due menorah a sette bracci che affiancavano una rosetta. Nelle vicinanze, un altro rilievo di menorah fu trovato su una pietra vicino ai resti di un'antica monumentale parete. Successivamente, negli anni '90, parte del sito antico al centro della città fu trasformata in un cimitero, il che portò a uno scavo di salvataggio nel 1994. Questo scavo portò alla luce una significativa struttura pubblica risalente al periodo romano e bizantino. Tra i suoi resti vi erano affreschi, un piedistallo in gesso che sosteneva la base di una colonna in stile attico e un altro rilievo di menorah. Sebbene lo scavo dell'edificio sia ancora incompleto e i suoi piani architettonici siano ancora poco chiari, le scoperte, insieme alla descrizione di Eusebio di Yatta come un grande villaggio di ebrei, suggeriscono la possibilità che possa aver funzionato come una sinagoga. Nel 1931 fu scoperta a Yatta una grotta sepolcrale ebraica risalente al II e III secolo d.C. Conteneva sei ossari di stile tardo, utilizzati dagli ebrei durante il periodo tardo romano.
Ulteriori scoperte a Yatta includono un'iscrizione greca, con il versetto "Questa è la porta del Signore; i giusti entreranno per essa" (Salmo 118), incisa su un architrave insieme a una croce maltese. Pubblicata inizialmente nel 1885 e nuovamente a seguito di un'indagine negli anni '80, questa iscrizione probabilmente adornava una struttura cristiana. Conversazioni con i residenti di Yatta rivelarono che, similmente ad altri artefatti e pietre riutilizzati nel villaggio, questo specifico architrave proveniva dalle rovine dell'antica Carmel, oggi al-Karmil, situata vicino a Yatta. Inoltre, scavi a Yatta hanno rivelato capitelli che indicano una datazione posteriore al V secolo, con rosoni decorativi e echini che mostrano una croce greca.

## Cultura
Un abito "Jillayeh" di Yatta del 1910 è esporto all'International Folk Art Museum (MOIFA) del Museo del New Mexico a Santa Fe.

## Demografia
La popolazione di Yatta è composta principalmente da diverse famiglie, tra cui il clan Makhamra, che è suddiviso nei rami Alaya e Tahta, insieme a Al Da'ajnha, Harizat e Houshiyeh. Il clan Makhamra crede di discendere dalle tribù ebraiche dell'Arabia, specificamente dall'antico regno ebraico di Khaybar nella penisola arabica sud-occidentale. Ricerche condotte da Itzhak Ben-Zvi nel 1928 suggerirono che tre delle sei hamula (o famiglie allargate) a Yatta appartenessero al clan Makhamra, che potrebbe discendere da una tribù araba ebrea. Nel 1938, fu riportato che le famiglie arabe di Yatta osservavano la festa ebraica di Hanukkah, accendendo candele acquistate dalla comunità ebraica di Hebron. Rapporti e interviste successivi forniscono ulteriori informazioni sulle radici ebraiche dei Makhamra, sulla loro identità distintiva all'interno di Yatta e sulla preservazione delle tradizioni ebraiche, come le fessure per mezuzah nelle porte. Due membri della famiglia Makhamra hanno abbracciato l'ebraismo e sono ora cittadini di Israele. Alcuni residenti di Meithalun, Fahma e Anzah, villaggi nel nord della Cisgiordania, hanno le loro origini a Yatta.